# 통계적 매개변수 사상
통계적 매개변수 사상(영어: Statistical parametric mapping, SPM)은 기능자기공명영상이나 양전자방출단층촬영 등의 뇌영상기법으로 획득한 기능 뇌영상에서 나타나는 신경활동의 차이를 분석하기 위해 칼 프리스턴(Karl Friston)이 고안한 통계적 방법이다. 통계적 매개변수 사상은 Wellcome Department of Imaging Neuroscience (유니버시티 칼리지 런던의 일부)에서 개발한 프로그램을 이용한 뇌영상 데이터의 통계 분석 방법을 통칭하기도 한다.

## 통계적 매개변수 사상

### 측정 단위
뇌를 촬영하는 기법중 하나인 기능 뇌영상은 신경활동을 측정한다. 뇌의 활동은 기능자기공명영상(FMRI)나 양전자방출단층촬영(PET) 등의 뇌영상 기법으로 측정한다. 뇌영상 기법으로 측정된 신경활동은 복셀(Voxel)단위로 3차원 공간에 사상된다. 각각의 복셀에 사상된 측정치는 3차원 공간의 해당 위치에서의 뇌 활동 정도를 의미한다. 복셀의 크기는 사용된 뇌영상 기법에 따라서 다르다.

## 같이 보기
- FMRI
- 신경영상